# Abondance des éléments dans la croûte terrestre

Abondances cosmiques. On a choisi des symboles différents pour les éléments de numéros atomiques pairs et impairs afin de faire apparaître que ces derniers sont presque systématiquement moins abondants que leurs voisins de numéros pairs.

Abondance (en fraction atomique) d'éléments chimiques dans la croûte terrestre supérieure en fonction de leur numéro atomique (éléments pétrogènes et éléments métallogènes). Les éléments représentés les plus rares (en jaune) ne sont pas les plus lourds mais les plus sidérophiles (fréquemment associés au fer) dans la classification géochimique. Ils ont été épuisés par migration en profondeur dans le noyau terrestre. Leur abondance dans les météoroïdes est plus élevée. De plus, le sélénium et le tellure ont été épuisés par formation d'hydrures volatils (et).

Cet article recense l'abondance des éléments dans la croûte terrestre. Il donne une estimation de leurs clarkes.

## Origine
Les abondances des éléments chimiques dans la croûte terrestre découlent de leurs abondances dans la nébuleuse (pré)solaire, qui ne diffèrent en principe pas de leurs abondances dans la photosphère solaire (« abondances cosmiques »).
Les matériaux qui constituent la Terre proviennent de la condensation incomplète de la nébuleuse solaire. Ceux qui constituent la croûte terrestre dérivent des précédents par la différenciation chimique de la planète (différenciation planétaire précoce puis formation progressive de la croûte continentale aux dépens du manteau).

## Liste
Sur près de 90 éléments présents dans la croûte terrestre, huit seulement représentent plus de 98 % de la composition des roches de la croûte terrestre (oxygène 46,6 %, silicium 27,7 %, aluminium 8,1 %, fer 5 %, calcium 3,6 %, sodium 2,8 %, magnésium 2,3 %, potassium 2,1 %).
Le tableau suivant indique les pourcentages massiques en parties par million (ppm) : 10 000 ppm = 1 %.
Les données ci-dessous sont des estimations et elles varient suivant les sources et les méthodes de calcul. Les ordres de grandeur sont toutefois globalement fiables.
| Z    | Élément      | Symbole | Abondance lithosphérique (ppm) | Proportion relative (ppm) | Abondance crustale (ppm) | Abondance crustale (ppm) | Abondance crustale (ppm) | Abondance crustale (ppm) | Production (2011, t), |
| ---- | ------------ | ------- | ------------------------------ | ------------------------- | ------------------------ | ------------------------ | ------------------------ | ------------------------ | --------------------- |
| +08, | Oxygène      | O       | +460 000,                      | +474 000,                 | +461 000,                | +460 000,                | +467 100,                | +461 000,                |                       |
| +14, | Silicium     | Si      | +277 200,                      | +277 100,                 | +282 000,                | +270 000,                | +276 900,                | +282 000,                | +008 000 000,         |
| +13, | Aluminium    | Al      | +081 300,                      | +082 000,                 | +082 300,                | +082 000,                | +080 700,                | +082 300,                | +044 400 000,         |
| +26, | Fer          | Fe      | +050 000,                      | +041 000,                 | +056 300,                | +063 000,                | +050 500,                | +056 300,                | +2 600 000 000,       |
| +20, | Calcium      | Ca      | +036 300,                      | +041 000,                 | +041 500,                | +050 000,                | +036 500,                | +041 500,                |                       |
| +11, | Sodium       | Na      | +028 300,                      | +023 000,                 | +0 00023 600,            | +023 000,                | +027 500,                | +023 600,                | +290 000 000,         |
| +19, | Potassium    | K       | +025 900,                      | +021 000,                 | +020 900,                | +015 000,                | +025 800,                | +020 900,                |                       |
| +12, | Magnésium    | Mg      | +020 900,                      | +023 000,                 | +023 300,                | +029 000,                | +020 800,                | +023 300,                | +000780 000,          |
| +22, | Titane       | Ti      | +004 400,                      | +005 600,                 | +005 600,                | +006 600,                | +006 200,                | +005 600,                | +006 700 000,         |
| +01, | Hydrogène    | H       | +001 400,                      |                           | +001 400,                | +001 500,                | +001 400,                | +001 400,                |                       |
| +15, | Phosphore    | P       | +001 200,                      | +001 000,                 | +001 050,                | +001 000,                | +001 300,                | +001 050,                |                       |
| +25, | Manganèse    | Mn      | +001 000,                      | +000950,                  | +001 050,                | +001 100,                | +000900,                 | +000950,                 | +014 000 000,         |
| +09, | Fluor        | F       | +000800,                       | +000950,                  | +000585,                 | +000540,                 | +000290,                 | +000585,                 |                       |
| +56, | Baryum       | Ba      |                                | +000500,                  | +000425,                 | +000340,                 | +000500,                 | +000425,                 |                       |
| +06, | Carbone      | C       | +000300,                       | +000480,                  | +000200,                 | +001 800,                | +000940,                 | +000200,                 |                       |
| +38, | Strontium    | Sr      |                                | +000370,                  | +000370,                 | +000360,                 |                          | +000370,                 | +000380 000,          |
| +16, | Soufre       | S       | +000500,                       | +000260,                  | +000350,                 | +000420,                 | +000520,                 | +000350,                 | +069 000 000,         |
| +40, | Zirconium    | Zr      |                                | +000190,                  | +000165,                 | +000130,                 | +000250,                 | +000165,                 | +001 410 000,         |
| +74, | Tungstène    | W       |                                | +000160,6                 | +00 0001,25              | +00 0001,1               |                          | +00 0001,25              | +0 00072 000,         |
| +23, | Vanadium     | V       | +000100,                       | +000160,                  | +000120,                 | +000190,                 |                          | +000120,                 | +0 00060 000,         |
| +17, | Chlore       | Cl      | +000500,                       | +000130,                  | +000145,                 | +000170,                 | +000450,                 | +000145,                 | +290 000 000,         |
| +24, | Chrome       | Cr      | +000100,                       | +000100,                  | +000102,                 | +000140,                 | +000350,                 | +000102,                 | +024 000 000,         |
| +37, | Rubidium     | Rb      | +000300,                       | +0 00090,                 | +0 00090,                | +0 00060,                |                          | +0 00090,                |                       |
| +28, | Nickel       | Ni      |                                | +0 00080,                 | +0 00084,                | +0 00090,                | +000190,                 | +0 00084,                | +001 800 000,         |
| +30, | Zinc         | Zn      |                                | +0 00075,                 | +0 00070,                | +0 00079,                |                          | +0 00070,                | +012 400 000,         |
| +29, | Cuivre       | Cu      | +000100,                       | +0 00050,                 | +0 00060,                | +0 00068,                |                          | +0 00060,                | +016 100 000,         |
| +58, | Cérium       | Ce      |                                | +0 00068,                 | +0 00066,5               | +0 00060,                |                          | +0 00066,5               |                       |
| +60, | Néodyme      | Nd      |                                | +0 00038,                 | +0 00041,5               | +0 00033,                |                          | +0 00041,5               |                       |
| +57, | Lanthane     | La      |                                | +0 00032,                 | +0 00039,                | +0 00034,                |                          | +0 00039,                |                       |
| +39, | Yttrium      | Y       |                                | +0 00030,                 | +0 00033,                | +0 00029,                |                          | +0 00033,                | +00 0008 900,         |
| +07, | Azote        | N       | +0 00050,                      | +0 00025,                 | +0 00019,                | +0 00020,                |                          | +0 00019,                | +136 000 000,         |
| +27, | Cobalt       | Co      |                                | +0 00020,                 | +0 00025,                | +0 00030,                |                          | +0 00025,                | +0 00098 000,         |
| +03, | Lithium      | Li      |                                | +0 00020,                 | +0 00020,                | +0 00017,                |                          | +0 00020,                | +0 00034 000,         |
| +41, | Niobium      | Nb      |                                | +0 00020,                 | +0 00020,                | +0 00017,                |                          | +0 00020,                | +0 00063 000,         |
| +31, | Gallium      | Ga      |                                | +0 00018,                 | +0 00019,                | +0 00019,                |                          | +0 00019,                |                       |
| +21, | Scandium     | Sc      |                                | +0 00016,                 | +0 00022,                | +0 00026,                |                          | +0 00022,                |                       |
| +82, | Plomb        | Pb      |                                | +0 00014,                 | +0 00014,                | +0 00010,                |                          | +0 00014,                | +004 500 000,         |
| +62, | Samarium     | Sm      |                                | +00 0007,9                | +00 0007,05              | +00 0006,                |                          | +00 0007,05              |                       |
| +90, | Thorium      | Th      |                                | +0 00012,                 | +00 0009,6               | +00 0006,                |                          | +00 0009,6               |                       |
| +59, | Praséodyme   | Pr      |                                | +00 0009,5                | +00 0009,2               | +00 0008,7               |                          | +00 0009,2               |                       |
| +05, | Bore         | B       |                                | +000950,                  | +0 00010,                | +00 0008,7               |                          | +0 00010,                | +004 300 000,         |
| +64, | Gadolinium   | Gd      |                                | +00 0007,7                | +00 0006,2               | +00 0005,2               |                          | +00 0006,2               |                       |
| +66, | Dysprosium   | Dy      |                                | +00 0006,                 | +00 0005,2               | +00 0006,2               |                          | +00 0005,2               |                       |
| +72, | Hafnium      | Hf      |                                | +00 0005,3                | +00 0003,                | +00 0003,3               |                          | +00 0003,                |                       |
| +68, | Erbium       | Er      |                                | +00 0003,8                | +00 0003,5               | +00 0003,                |                          | +00 0003,5               |                       |
| +18, | Argon        | Ar      |                                |                           | +00 0003,5               |                          |                          |                          |                       |
| +70, | Ytterbium    | Yb      |                                | +00 0003,3                | +00 0003,2               | +00 0002,8               |                          | +00 0003,2               |                       |
| +55, | Césium       | Cs      |                                | +00 0003,                 | +00 0003,                | +00 0001,9               |                          | +00 0003,                |                       |
| +04, | Béryllium    | Be      |                                | +00 0002,6                | +00 0002,8               | +00 0001,9               |                          | +00 0002,8               | +000 000240,          |
| +50, | Étain        | Sn      | +00 0000,                      | +00 0002,2                | +00 0002,3               | +00 0002,2               |                          | +00 0002,3               | +000253 000,          |
| +63, | Europium     | Eu      |                                | +00 0002,1                | +00 0002,                | +00 0001,8               |                          | +00 0002,                |                       |
| +92, | Uranium      | U       |                                | +00 0000,                 | +00 0002,7               | +00 0001,8               |                          | +00 0002,7               |                       |
| +73, | Tantale      | Ta      |                                | +00 0002,                 | +00 0002,                | +00 0001,7               |                          | +00 0002,                | +000 000790,          |
| +32, | Germanium    | Ge      |                                | +00 0001,8                | +00 0001,5               | +00 0001,4               |                          | +00 0001,5               | +000 000118,          |
| +42, | Molybdène    | Mo      |                                | +00 0001,5                | +00 0001,2               | +00 0001,1               |                          | +00 0001,2               | +000250 000,          |
| +33, | Arsenic      | As      |                                | +00 0001,5                | +00 0001,8               | +00 0002,1               |                          | +00 0001,8               | +0 00052 000,         |
| +67, | Holmium      | Ho      |                                | +00 0001,4                | +00 0001,3               | +00 0001,2               |                          | +00 0001,3               |                       |
| +65, | Terbium      | Tb      |                                | +00 0001,1                | +00 0001,2               | +00 0000,94              |                          | +00 0001,2               |                       |
| +69, | Thulium      | Tm      |                                | +00 0000,48               | +00 0000,52              | +00 0000,45              |                          | +00 0000,52              |                       |
| +35, | Brome        | Br      |                                | +00 0000,37               | +00 0002,4               | +00 0003,                |                          | +00 0002,4               | +000460 000,          |
| +81, | Thallium     | Tl      |                                | +00 0000,6                | +00 0000,85              | +00 0000,53              |                          | +00 0000,85              | +0 000 00010,         |
| +71, | Lutécium     | Lu      |                                |                           | +00 0000,5               |                          |                          | +00 0000,5               |                       |
| +51, | Antimoine    | Sb      |                                | +00 0000,2                | +00 0000,2               | +00 0000,2               |                          | +00 0000,2               | +000169 000,          |
| +53, | Iode         | I       |                                | +00 0000,14               | +00 0000,45              | +00 0000,49              |                          | +00 0000,45              | +0 00029 000,         |
| +48, | Cadmium      | Cd      |                                | +00 0000,11               | +00 0000,15              | +00 0000,15              |                          | +00 0000,15              | +0 00021 500,         |
| +47, | Argent       | Ag      |                                | +00 0000,07               | +00 0000,075             | +00 0000,08              |                          | +00 0000,075             | +0 00023 800,         |
| +80, | Mercure      | Hg      |                                | +00 0000,05               | +00 0000,085             | +00 0000,067             |                          | +00 0000,085             | +00 0001 930,         |
| +34, | Sélénium     | Se      |                                | +00 0000,05               | +00 0000,05              | +00 0000,05              |                          | +00 0000,05              | +00 0002 000,         |
| +49, | Indium       | In      |                                | +00 0000,049              | +00 0000,25              | +00 0000,16              |                          | +00 0000,25              | +000 000640,          |
| +83, | Bismuth      | Bi      |                                | +00 0000,048              | +00 0000,0085            | +00 0000,025             |                          | +00 0000,0085            | +00 0008 500,         |
| +02, | Hélium       | He      |                                |                           | +00 0000,008             |                          |                          |                          |                       |
| +10, | Néon         | Ne      |                                |                           | +00 0000,005             |                          |                          |                          |                       |
| +52, | Tellure      | Te      |                                | +00 0000,005              | +00 0000,001             | +00 0000,001             |                          | +00 0000,001             |                       |
| +78, | Platine      | Pt      |                                | +00 0000,003              | +00 0000,005             | +00 0000,0037            |                          | +00 0000,005             | +000 000192,          |
| +79, | Or           | Au      |                                | +00 0000,0011             | +00 0000,004             | +00 0000,0031            |                          | +00 0000,004             | +00 0002 700,         |
| +44, | Ruthénium    | Ru      |                                | +00 0000,001              | +00 0000,001             | +00 0000,001             |                          | +00 0000,001             |                       |
| +46, | Palladium    | Pd      |                                | +00 0000,0006             | +00 0000,015             | +00 0000,0063            |                          | +00 0000,015             | +000 000207,          |
| +75, | Rhénium      | Re      |                                | +00 0000,0004             | +00 0000,0007            | +00 0000,0026            |                          | +00 0000,0007            | +0 000 00049,         |
| +77, | Iridium      | Ir      |                                | +00 0000,0003             | +00 0000,001             | +00 0000,0004            |                          | +00 0000,001             |                       |
| +45, | Rhodium      | Rh      |                                | +00 0000,0002             | +00 0000,001             | +00 0000,0007            |                          | +00 0000,001             |                       |
| +76, | Osmium       | Os      |                                | +00 0000,0001             | +00 0000,0015            | +00 0000,0018            |                          | +00 0000,0015            |                       |
| +36, | Krypton      | Kr      |                                |                           | +00 0000,0001            |                          |                          |                          |                       |
| +54, | Xénon        | Xe      |                                |                           | +0 0000                  |                          |                          |                          |                       |
| +91, | Protactinium | Pa      |                                |                           | +000                     |                          |                          |                          |                       |
| +88, | Radium       | Ra      |                                |                           | +000                     |                          |                          |                          |                       |
| +89, | Actinium     | Ac      |                                |                           | +0                       |                          |                          |                          |                       |
| +84, | Polonium     | Po      |                                |                           | +0                       |                          |                          |                          |                       |
| +86, | Radon        | Rn      |                                |                           | +0                       |                          |                          |                          |                       |

## Classification géochimique des éléments
Le géochimiste Victor Goldschmidt propose dans les années 1920 de regrouper les éléments chimiques en fonction de leurs affinités et de leur abondance relative dans les principales enveloppes de la Terre, distinction liée au modèle de la différenciation géochimique de la planète en un noyau dense formé d'alliages de fer et nickel, entouré d'une enveloppe de sulfure dans la mésosphère, puis de la couche silicate (manteau supérieur et lithosphère), de l'hydrosphère et de l'atmosphère :
- les atmophiles (H, C, N, O, F, gaz nobles), qui ont une affinité prédominante avec les phases fluides se localisent principalement dans l'atmosphère et l'hydrosphère ;
- les lithophiles (Si, Al, Na, Fe, Ca, Mg, etc.), à forte affinité avec l'oxygène dans la lithosphère et le manteau supérieur ;
- les chalcophiles (S, Cu, Zn, Ag), fréquemment associés au soufre dans le manteau inférieur (hypothèse désormais invalidée) ;
- les sidérophiles (Fe, Ni, Au), préférentiellement associés au fer dans le noyau terrestre.

Le comportement des éléments chimiques à la surface ou à l'intérieur de la planète dépend ainsi de leur position dans le tableau périodique, et notamment de leur électronégativité E (pouvoir attracteur d'un atome dans une molécule, dépendant de l'énergie d'ionisation et de l'affinité électronique de cet atome). Si, entre deux éléments, la différence des valeurs de E est faible, la liaison est de type métallique (éléments sidérophiles), si elle est moyenne la liaison est de type covalente (ZnS par exemple et les éléments chalcophiles en général) et si elle est importante, la liaison est de type ionique (NaCl par exemple et les éléments lithophiles en général).
Cette répartition dans les trois principales couches terrestres correspond au modèle des enveloppes proposé par le géologue Eduard Suess en 1909 : la croûte continentale SIAL (SIlicium et ALuminium, enveloppe contenant principalement les éléments chimiques Si, Al et O qui cristallisent dans les minéraux silicatés alumineux, et qui concentre les éléments les plus lithophiles localisés préférentiellement dans les « pierres »), au manteau SIMA (SIlicium et MAgnésium, couche contenant des silicates ferro-magnésiens, le manteau inférieur étant riche en éléments chalcophiles) et noyau NIFE (NIckel et FEr qui solubilise la quasi-totalité des sidérophiles). Ce modèle de Terre, qui reste le modèle de référence dans le milieu des géophysiciens jusqu'à l'avant-guerre, a fourni un cadre puissant permettant d'interpréter le fonctionnement interne de notre planète, grâce à la théorie de la dérive des continents et de la tectonique des plaques.
Les géochimistes actuels ont amendé, affiné et complété cette vision des quatre grandes familles géochimiques dans les principaux réservoirs terrestres mais cette classification de Goldschmidt reste utile pour appréhender la géodynamique chimique interne globale. Actuellement, ils proposent d'autres classifications géochimiques fondées sur les rayons ioniques (éléments compatibles et incompatibles), la volatilité (éléments réfractaires et volatils), la solubilité dans les fluides (règles de substitution de Goldschmidt).